# Stefano Hidalgo

Magg. Stefano Hidalgo (disegno di Ettore Elio Ximenes)

Stefano Hidalgo (Malaga, 19 settembre 1848 – Torino, 24 febbraio 1918) è stato un generale italiano, veterano delle guerre coloniali in Africa Orientale Italiana, distintosi come comandante del II Battaglione Eritreo durante le battaglie di Serobeti, Cassala, Coatit e Adua. Decorato con la Croce di Cavaliere e quella di Ufficiale dell'Ordine della Corona d'Italia, di due Medaglie d'argento al valor militare e la Croce di Commendatore dell'Ordine dei Santi Maurizio e Lazzaro, terminò la sua carriera militare con il grado di maggiore generale.

## Biografia
Nacque a Malaga, in Spagna, il 19 settembre 1848, figlio di Giuseppe Hidalgo e di Raffaella Martín. Rimasto orfano dei genitori in tenera età, ebbe come tutore il padrino S. Scovasso, in quegli anni viceconsole del Regno di Sardegna in Spagna, più tardi ministro plenipotenziario a Belgrado e poi a Tangeri. Il barone Scovasso dapprima lo tenne con sé a Gibilterra, dove era stato trasferito nel 1851, poi lo inviò nel 1860 a Torino affinché frequentasse l'Istituto Candelero, noto allora per la preparazione dei giovani alle scuole militari. In quell'istituto, Hidalgo conobbe Edmondo De Amicis, con il quale strinse un sodalizio destinato a durare tutta la vita. Ammesso nel settembre 1863 nel collegio militare di Firenze e l'anno successivo in quello di Asti, passò nel luglio 1866 allievo nella Scuola militare di fanteria e cavalleria di Modena, uscendone tre anni più tardi con il gradi di sottotenente di fanteria, assegnato al 1º Reggimento bersaglieri.
Nel dicembre 1869 ottenne la menzione nell'Ordine del giorno del Corpo d'armata per essersi distinto nelle operazioni di soccorso seguite allo straripamento del fiume Arno nei pressi di Pisa. Nell'aprile 1871 il governo spagnolo gli conferì la Croce d'Isabella la Cattolica come riconoscimento per il servizio prestato durante la visita a Firenze della deputazione spagnola venuta a offrire la corona di Re al duca d'Aosta Amedeo di Savoia. Nominato tenente nell'agosto 1876 venne assegnato alla guarnigione di Parco, presso Palermo, e l'anno successivo fu decorato con la Medaglia d'argento al valor civile per essersi distinto nelle operazioni di soccorso in seguito ad una catastrofica alluvione.
Promosso capitano nel 1884, in forza al 50º Reggimento fanteria, Hidalgo avvertì il desiderio d'una vita militare più attiva, inoltrando insistentemente domanda di assegnazione nel corpo irregolare delle truppe d'Africa. Fu inviato in Eritrea nell'ottobre 1888, proprio nel momento in cui stava prendendo forma l'avventura coloniale italiana. Nominato comandante di una compagnia di soldati indigeni, Hidalgo fu distaccato dapprima a Otumlo, poi a Saati, ed infine assunse il comando della guarnigione di Agordat. Il 31 maggio 1890, agli ordini del maggiore G. Cortese, combatté valorosamente a Mai-Daro, contro i Dervisci di Barambaras Cafil, ottenendo la Croce di Cavaliere dell'Ordine della Corona d'Italia. Quindi il 16 giugno 1892, con un centinaio di uomini della sua compagnia, sconfisse i dervisci dell’emiro Ibrahim Mussa Amil nella piana di Serobeti, meritandosi la Croce di Cavaliere dell'Ordine militare di Savoia, nonché un encomio solenne dei Ministri della Guerra e degli Esteri.
Nel novembre 1893, il capitano Hidalgo divenne comandante del battaglione cacciatori, e promosso maggiore nel marzo successivo, ebbe il comando effettivo del II Battaglione indigeni, che assunse poi il nome "Hidalgo" proprio dal nome del suo comandante, seguendo il criterio usato per denominare anche gli altri tre Battaglioni Coloniali Il 17 luglio 1894, alla testa di tre compagnie del suo battaglione, comandò l'avanguardia della spedizione contro Cassala, base dalla quale i dervisci effettuavano periodiche spedizioni contro la Colonia eritrea. Con una brillante operazione, Hidalgo entrò vittorioso a Cassala prima dell'arrivo del grosso delle truppe italiane: l'impresa gli valse la Croce di Ufficiale dell'Ordine militare di Savoia. Tornato a Cheren, in Eritrea, dovette però difendere i suoi uomini dall'accusa di saccheggi e gratuite uccisioni degli abitanti.
Dal dicembre 1894 al gennaio 1895, Hidalgo prese parte alle operazioni contro Ras Mangascià, distinguendosi in particolare nel combattimento di Coatit (13-14 gennaio 1895), evitando alle truppe italiane, grazie alla resistenza del suo battaglione, una clamorosa disfatta. Per il coraggio dimostrato in questo combattimento fu insignito con la Medaglia d'argento al valor militare e la Croce di Cavaliere dell'Ordine dei Santi Maurizio e Lazzaro. Nel maggio 1895, Hidalgo fu inviato con i propri uomini a Cassala, mantenendo per quasi un anno il governo e la difesa dell'omonimo forte, ultimo avamposto della Colonia eritrea di fronte al Sudan mahdista.

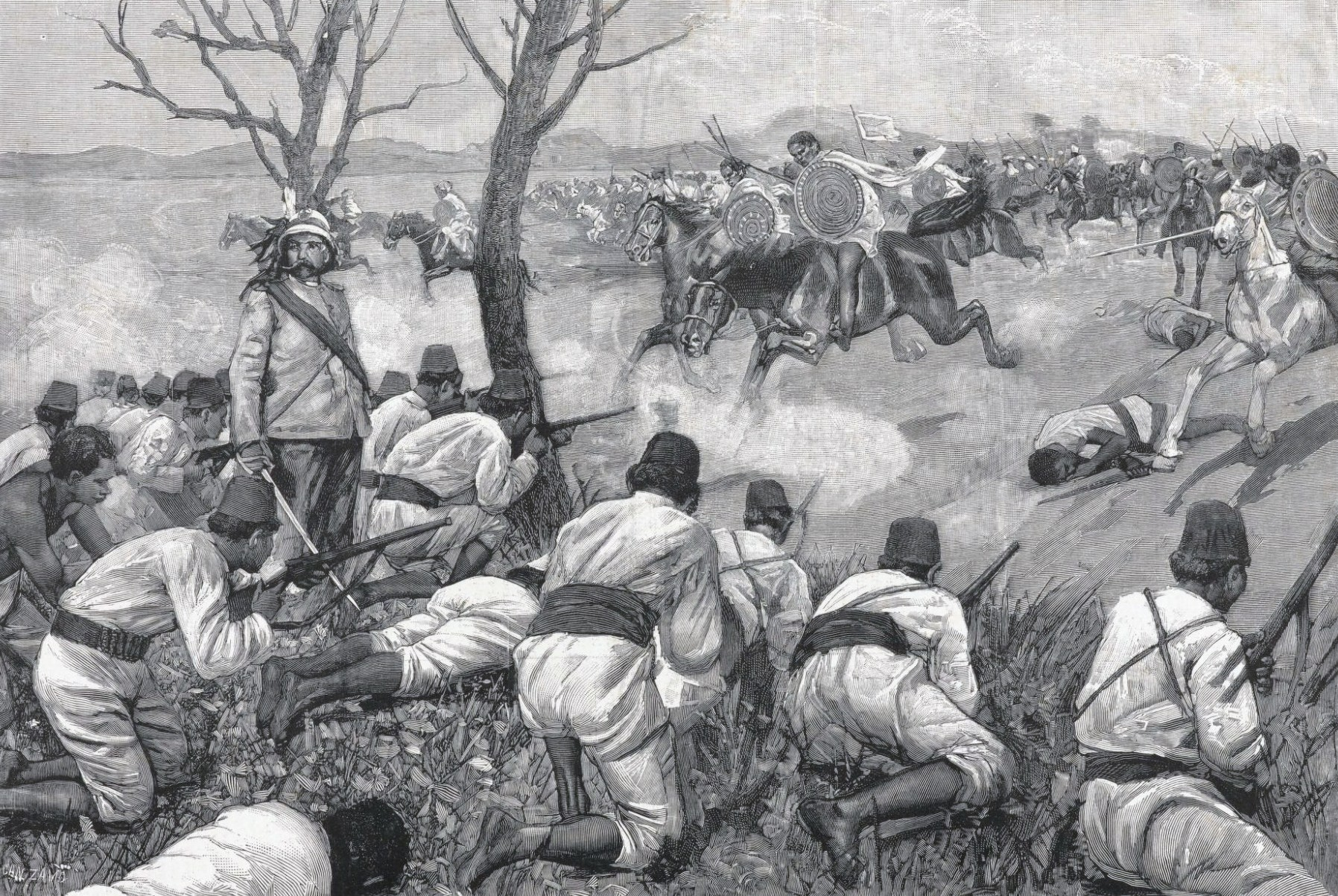
Il combattimento di Tucruf (3 aprile 1896) che valse a Hidalgo la concessione della seconda Medaglia d'argento al valor militare.

Dal febbraio all'aprile del 1896, Hidalgo contrastò efficacemente un nemico nettamente superiore, e contravvenendo più volte all'ordine di abbandonare il forte, divenuto impellente dopo il disastro di Adua (marzo 1896). Dopo il combattimento di Tucruf (3 aprile 1896), in cui i dervisci decimarono la spedizione di soccorso inviata dal generale Antonio Baldissera, Hidalgo dovette rassegnarsi all'abbandono di Cassala. La coraggiosa difesa del forte gli valse la concessione della seconda Medaglia d'argento al valor militare. Successivamente Hidalgo prese parte con il suo battaglione alla liberazione di Adigrat, combattimento che concluse la sua esperienza militare in terra d'Africa.
Hidalgo raccontò il periodo più intenso della sua avventura africana nel libro Undici mesi a Cassala (Torino, 1910), in cui, oltre a un minuzioso resoconto degli accadimenti, inserì interessanti note storiche sugli ascari alle sue dipendenze e i suoi avversari dervisci.
Ritornato in Italia, fu destinato a prestare servizio nell'8º Reggimento bersaglieri di Torino, e poi ad Ancona nel 38º Reggimento fanteria, ottenendo nel gennaio 1898 la promozione a tenente colonnello e nel 1903 quella a colonnello. Rientrato nel Corpo dei bersaglieri, comandò l'11º Reggimento, dapprima ad Ancona poi ad Asti; venendo collocato in posizione ausiliaria, per raggiunti limiti d'età, nell'ottobre 1906, e nell'occasione il Re Vittorio Emanuele III lo nominò Commendatore dell'Ordine dei Santi Maurizio e Lazzaro e Grande ufficiale dell'Ordine della Corona d'Italia.
Stabilitosi a Torino, Hidalgo entrò nei consigli di amministrazione del convitto nazionale "Umberto I" e dell'Istituto per le figlie dei militari. Nel 1910 scrisse il citato volume di memorie, anche in risposta alle polemiche non ancora spentesi, sulla campagna d’Africa del 1895-96. Collocato definitivamente a riposo nel gennaio 1911 fu iscritto nella riserva col grado di maggiore generale, non venne richiamato in servizio attivo nel corso della guerra libica.
Morì a Torino il 24 febbraio 1918.

## Pubblicazioni
- Undici mesi a Cassala, Tipografia Olivieri, Torino, 1910.[5]

### Esplicative
1. ↑  Hidalgo regalò a De Amicis una sciabola falcata raccolta sul campo di battaglia di Dogali.
2. ↑  Chiamati rispettivamente "Turitto" - I Battaglione Coloniale -, "Galliano" - III Battaglione Coloniale - e "Toselli" - IV Battaglione Coloniale.

### Bibliografiche
1. 1 2 3 4 5 6 7 8 9  Ubbidiente 2013, p. 66.
2. 1 2 3 4 5 6 7 8 9 10 11 12 13 14 15 16 17 18 19  http://www.treccani.it/enciclopedia/stefano-hidalgo_(Dizionario-Biografico)
3. 1 2 3 4  D'Avray, Pankhurst 2000, p. 86.
4. ↑  Ubbidiente 2013, p. 67.
5. 1 2  Ubbidiente 2013, p. 288.
6. 1 2  Sito web del Quirinale: dettaglio decorato.